# Whistle While Your Wife Works
Whistle While Your Wife Works («Отдыхай, пока жена за тебя работает») — пятая серия пятого сезона мультсериала «Гриффины». Премьерный показ состоялся 12 ноября 2006 года на канале FOX.

## Сюжет
Питеру фейерверком отрывает пальцы на руке. С большим трудом он собирает их обратно и успевает доехать до больницы, где ему их пришивают на место.
На следующий день он с Кливлендом, Джо и Куагмиром отмечает своё исцеление в «Пьяной Устрице». После закрытия бара друзья решают продолжить гулянку ночью на пивоварне «Потакет», где работает Питер. Там они наслаждаются голышом в чане со свежесваренным пивом, обсуждая фильмы и актёров.
На работе от Питера требуют трудиться, а тот, ссылаясь на свои больные пальцы, уговаривает работать Лоис вместо него. При этом он разыгрывает со своей женой сцену соблазнения по типу «начальник-подчинённая». Посопротивлявшись, Лоис отдаётся мужу прямо на рабочем месте, на глазах у свидетелей.
Тем временем Стьюи узнаёт, что у Брайана новая подружка. Пёс неохотно разрешает малышу тоже познакомиться с Джиллиан, и вскрывается, что Джиллиан — пустоголовая блондинка. Стьюи насмехается над Брайаном, но Питеру и Крису (Стьюи пригласил её на ужин в дом тайком от Брайана) Джиллиан очень нравится.
Решив, что, действительно, отношения с Джиллиан надо заканчивать, Брайан приходит к ней (Стьюи ждёт его в машине внизу), однако девушка случайно оголяется перед псом и инстинкты берут верх. Вместо расставания Брайан занимается с Джиллиан сексом. Стьюи правильно понимает столь долгое отсутствие Брайана и продолжает насмехаться над ним.

## Создание
Первоначально отношения Брайана и Джиллиан (причём характер девушки несколько раз кардинально перерабатывался продюсерами в процессе создания эпизода) не планировалось выводить как главную сюжетную линию, а основным сюжетом было то, как Лоис работала вместо Питера.
Автор сценария: Стив Кэллахан
Режиссёр: Грег Колтон
Композитор: Рон Джоунс
Приглашённые знаменитости: Дрю Бэрримор (в роли Джиллиан — девушки Брайана) и Кэрри Фишер (в роли Анжелы — начальницы Питера)

## Мелочи